# Al Dubin

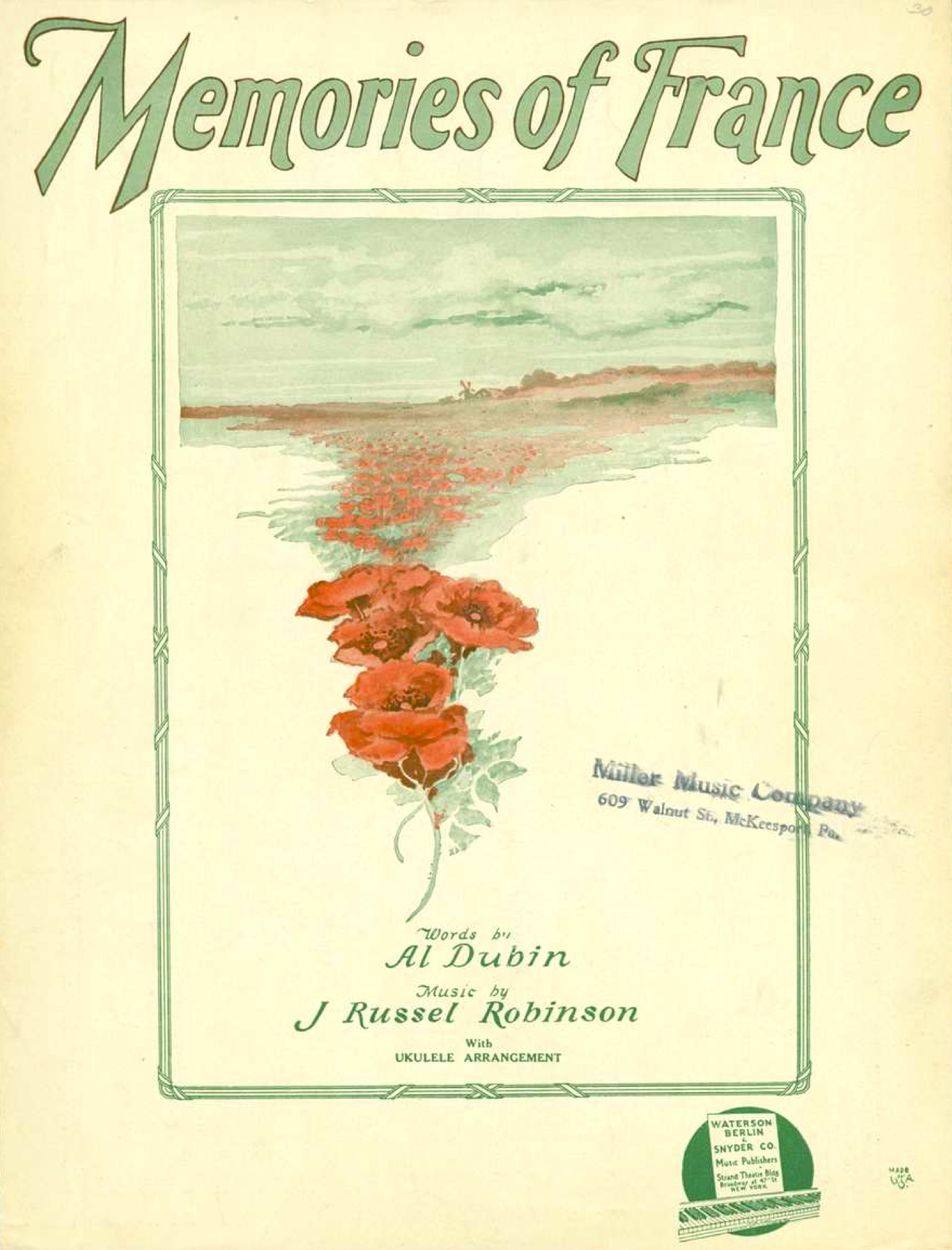
Portada de la partitura de 1928 de "Memorias de Francia". J. Russel Robinson (música) y Al Dubin (letra).
Waterson Berlin y Snyder Co. (Nueva York).

Al Dubin (10 de junio de 1891-11 de febrero de 1945) fue un músico y letrista estadounidense, aunque de origen suizo.

## Biografía
Nacido en Zúrich, Suiza, Dubin era de origen judío. 
Dubin escribió las letras de varios espectáculos musicales representados en el circuito de Broadway. Sin embargo, su mayor fama quizás la deparó su trabajo en el filme musical de 1933 La calle 42, con música de Harry Warren. Otras famosas películas en las que trabajó fueron Footlight Parade y las cinco de la serie Gold Diggers. Juntos, Warren y Dubin compusieron 60 éxitos para Warner Brothers. En 1980 el productor David Merrick y el director Gower Champion adaptaron La calle 42 al teatro, resultando el show La calle 42, obra ganadora del Premio Tony al mejor musical en 1981.
Al Dubin falleció en Nueva York en 1945. Fue enterrado en el Cementerio de Holy Cross, en Culver City (California).
En 1970 Dubin entró a formar parte del Salón de la Fama de los Compositores.

## Trabajo en Broadway
- Charlot Revue (1925) - revista – coletrista de "A Cup of Coffee, a Sandwich and You"
- White Lights (1927) - teatro musical - coletrista
- Streets of Paris (1939) - revista - letrista
- Keep Off the Grass (1940) - revista - coletrista
- Star and Garter (1942) - revista – letrista de "Robert the Roue"
- Sugar Babies (1979) - revista - coletrista
- La calle 42 (1980, reposición en 2001) – Teatro musical - letrista

## Canciones destacadas
- "42nd Street"
- "Shanghai Lil" (Footlight Parade, 1933)
- "I only have eyes for you"
- "Lullaby of Broadway"
- "V for Villanova", canción de lucha de la Universidad Villanova.
- "The Anniversary Waltz" (letras)
- "September in The Rain"
- "I'll String Along with You" (1934)
- "The Boulevard of Broken Dreams". Cantada por Constance Bennett. Fue un éxito de 1934 escrita por Al Dubin (letra) y Harry Warren (música), y se pudo escuchar en el filme del mismo año Moulin Rouge.

## Premios y distinciones
Premios Óscar
| Año  | Categoría              | Canción                  | Película               | Resultado |
| ---- | ---------------------- | ------------------------ | ---------------------- | --------- |
| 1936 | Mejor canción original | «Lullaby of Broadway»    | Vampiresas 1935        | Ganador   |
| 1938 | Mejor canción original | «Remember Me»            | Mr. Dodd Takes the Air | Nominado  |
| 1944 | Mejor canción original | «We Mustn't Say Goodbye» | Tres días de amor y fe | Nominado  |